# برترام ستيفنز (ناقد أدبي)
برترام ستيفنز (بالإنجليزية: Bertram Stevens)‏ هو ناقد أدبي أسترالي، ولد في 8 أكتوبر 1872 في إينفيريل في أستراليا، وتوفي في 14 فبراير 1922 في سيدني في أستراليا.